# Schorvoort

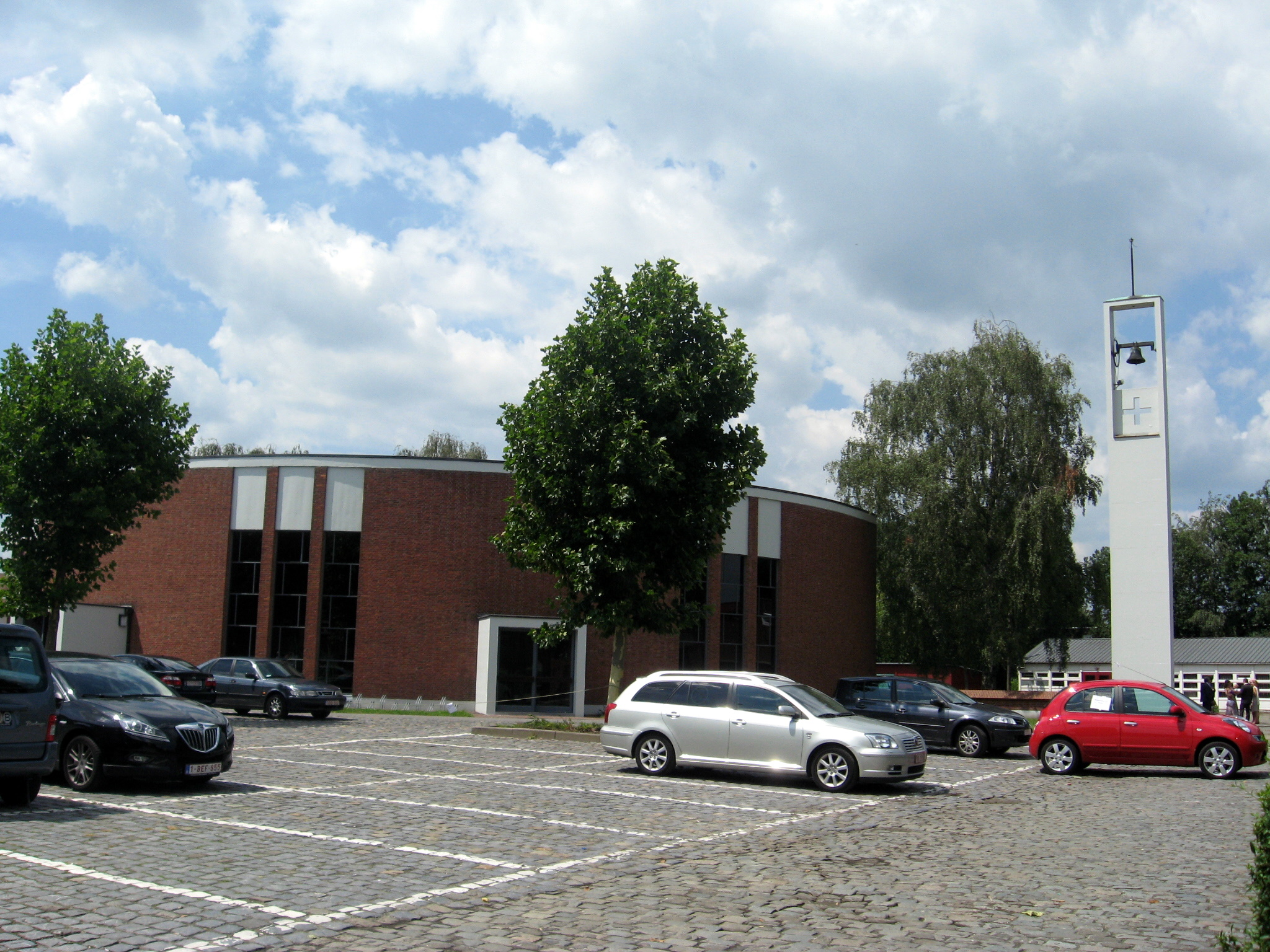
Sint-Franciscus van Assissikerk

Schorvoort is een gehucht van de stad Turnhout, in de Antwerpse Kempen. Het is gelegen ten zuidoosten van de stad. In het noorden wordt het begrensd door de ring van Turnhout, in het oosten door Oud-Turnhout, in het zuiden door de E34 en in het westen door de Steenweg Zevendonk. De Aa stroomt door Schorvoort.
In Schorvoort staat de Sint-Franciscus van Assisikerk, een moderne kerk van 1965. Verder vindt men er, aan de Slagmolenstraat, de Sint-Jozefkapel van 1888.
Het gehucht kent een rijk verenigingsleven, met onder andere Scouts Sint-Franciscus, voetbalclub White Star en SchoL!. Elk jaar vinden er ook enkele verbindende evenementen plaats in en rond het parochiecentrum, zoals Schorvoort for Life, Griffelkermis en het SchoL!Festival.